# Висоцька сільська рада (Сарненський район)
Висо́цька сільська́ громада — адміністративно-територіальна одиниця та орган місцевого самоврядування в Сарненському районі Рівненської області. Адміністративний центр — село Висоцьк. У 2016 утворено Висоцьку сільську громаду, до якої ввійшли наступні населені пункти:
- Висоцька сільська рада: Висоцьк, Вербівка, Хилін, Тумень, Городище, Бродець
- Людинська сільська рада: Людинь, Золоте, Партизанське, Рудня

## Загальні відомості
- Висоцька сільська рада утворена в 1940 році, у 2016 утворена Висоцька громада
- Територія громади: 229,898 км²
- Населення громади: 4952 особи (станом на 2001 рік за даними по Висоцькій та Людинській сільрадах)
- Водоймища на території, підпорядкованій даній раді: річки Горинь, Случ, Сирань, озеро Велике та Мале Почаївське, озеро Сомине, річка Сирень.

## Населені пункти
Сільській раді підпорядковані населені пункти:
- с. Висоцьк
- с. Вербівка
- с. Хилін
- с. Людинь
- с. Золоте
- с. Партизанське
- с. Рудня

## Історія
Відповідно до Закону України «Про добровільне об'єднання територіальних громад» у Рівненській області у Дубровицькому районі Висоцька і Людинська сільські ради рішеннями від 21 і 26 квітня 2016 року об'єдналися в Висоцьку сільську територіальну громаду з адміністративним центром у селі Висоцьк включивши до її складу села Вербівка, Золоте, Людинь, Партизанське, Рудня та Хилін. Постанова про утворення територіальної громади опублікова у «Відомостях Верховної Ради України» 25 листопада 2016 року.
16 серпня 2016 року Рівненська обласна рада ухвалила рішення про виключення з облікових даних Висоцької сільської ради та включення в облікові дані Висоцької сільської ради Висоцької сільської територіальної громади. Рішення опублікове у «Відомостях Верховної Ради України» 19 жовтня 2018 року.

## Населення
Згідно з переписом УРСР 1989 року чисельність наявного населення сільської ради становила 3220 осіб, з яких 1491 чоловік та 1729 жінок.
За переписом населення України 2001 року в сільській раді мешкали 2743 особи.
Станом на 1 січня 2011 року населення сільської ради становило 2469 осіб.

### Мова
Розподіл населення за рідною мовою за даними перепису 2001 року:
| Мова       | Відсоток |
| ---------- | -------- |
| українська | 98,78 %  |
| російська  | 0,79 %   |
| білоруська | 0,25 %   |
| гагаузька  | 0,04 %   |

### Вікова і статева структура
Структура жителів сільської ради за віком і статтю (станом на 2011 рік):
| Вік   | Чоловіків | Жінок | Разом |
| ----- | --------- | ----- | ----- |
| 0-17  | 248       | 239   | 487   |
| 18-39 | 316       | 276   | 592   |
| 40-59 | 296       | 318   | 614   |
| 60+   | 405       | 371   | 776   |
| Разом | 1265      | 1204  | 2469  |

### Соціально-економічні показники
| Працездатне населення | Працездатне населення | Працездатне населення | Працездатне населення | Працездатне населення | Працездатне населення | Непрацездатне населення | Непрацездатне населення | Непрацездатне населення | Непрацездатне населення | Непрацездатне населення | Непрацездатне населення | Все населення |
| Чоловіки              | Чоловіки              | Жінки                 | Жінки                 | Разом                 | Разом                 | Чоловіки                | Чоловіки                | Жінки                   | Жінки                   | Разом                   | Разом                   | 2469          |
| ос.                   | %                     | ос.                   | %                     | ос.                   | %                     | ос.                     | %                       | ос.                     | %                       | ос.                     | %                       | 2469          |
| --------------------- | --------------------- | --------------------- | --------------------- | --------------------- | --------------------- | ----------------------- | ----------------------- | ----------------------- | ----------------------- | ----------------------- | ----------------------- | ------------- |
| 809                   | 32                    | 663                   | 26                    | 1472                  | 58                    | 402                     | 16                      | 670                     | 26                      | 1072                    | 42                      | 2469          |

| Зайняті  | Зайняті  | Зайняті | Зайняті | Зайняті | Зайняті | Безробітні | Безробітні | Безробітні | Безробітні | Безробітні | Безробітні | Все населення |
| Чоловіки | Чоловіки | Жінки   | Жінки   | Разом   | Разом   | Чоловіки   | Чоловіки   | Жінки      | Жінки      | Разом      | Разом      | 2469          |
| ос.      | %        | ос.     | %       | ос.     | %       | ос.        | %          | ос.        | %          | ос.        | %          | 2469          |
| -------- | -------- | ------- | ------- | ------- | ------- | ---------- | ---------- | ---------- | ---------- | ---------- | ---------- | ------------- |
| 63       | 10       | 175     | 33      | 238     | 20      | 10         | 1          | 7          | 1          | 17         | 1          | 2469          |

| Дорослі | Діти | Пенсіонери | Інваліди Німецько-радянської війни | Учасники бойових дій | Інваліди всіх груп і категорій | Люди, які обслуговуються служб. соц. допом. на дому | Неповні сім'ї | Діти з неповних сімей | Багатодітні сім'ї | Діти з багатодітних сімей | Діти-інваліди | Діти-сироти | Одинокі багатодітні матері |
| ------- | ---- | ---------- | ---------------------------------- | -------------------- | ------------------------------ | --------------------------------------------------- | ------------- | --------------------- | ----------------- | ------------------------- | ------------- | ----------- | -------------------------- |
| 1998    | 552  | 756        | 3                                  | 9                    | 171                            | 23                                                  | 39            | 43                    | 40                | 134                       | 13            | 24          | 3                          |

## Вибори
Станом на 2011 рік кількість виборців становила 1992 особи.

## Склад ради
Громада складається з 22 депутатів та голови.
- Голова ради: Гура Людмила Федорівна
- Секретар ради:

### Керівний склад попередніх скликань
| Прізвище, ім'я, по батькові | Основні відомості | Дата обрання | Дата звільнення |
| --------------------------- | --- | ------------ | --------------- |
| Самко Сергій Іванович       | Сільський голова, 1971 року народження, освіта вища, безпартійний | 26.03.2006   | 31.10.2010      |
| Самко Сергій Іванович       | Сільський голова, 1971 року народження, освіта вища, член Української Народної Партії | 05.11.2010   | 31.07.2016      |
| Гура Людмила Федорівна      | Голова громади, самовисування. Громадянка України, народилася 01.09.1962 р., освіта професійно-технічна, безпартійна, Людинська сільська рада, Сільський голова Людинської сільської ради, місце проживання: с. Партизанське, Дубровицького району Рівненської області | 31.07.2016   |                 |

Примітка: таблиця складена за даними сайту Верховної Ради України та ЦВК

#### Вибори старост 27.11.2016
| Опис меж виборчого округу  | ПІБ                             | Ким висунуто  | Відомості |
| -------------------------- | ------------------------------- | ------------- | --- |
| с. Вербівка                | Козубовська Олена Олександрівна | Самовисування | Громадянка України, народилася 01.03.1982 р., освіта середня спеціальна, безпартійна, тимчасово не працює, місце проживання: с. Вербівка, Дубровицького р-ну Рівненської обл.                                                 |
| с. Рудня                   | Янковська Надія Іванівна        | Самовисування | Громадянка України, народилася 11.09.1968 р., освіта середня спеціальна, безпартійна, пенсіонерка, місце проживання: с. Рудня, Дубровицького р-ну Рівненської обл.                                                            |
| с. Людинь, с. Партизанське | Хомич Валентина Іванівна        | Самовисування | Громадянка України, народилася 10.02.1970 р., освіта середня спеціальна, безпартійна, Людинська сільська рада, В.о. старости, місце проживання: с. Партизанське Дубровицького р-ну Рівненської обл.                           |
| с. Золоте                  | Карпач Галина Миколаївна        | Самовисування | Громадянка України, народилася 28.06.1965 р., освіта професійно-технічна, безпартійна, Територіальний центр по обслуговуванню одиноких, соціальний робітник, місце проживання: с. Золоте, Дубровицького р-ну Рівненської обл. |

### Депутати
Місцеві вибори 31.10.2010: https://web.archive.org/web/20160304221615/http://www.cvk.gov.ua/pls/vm2010/WM02815?PID112=61&PID102=8251&PF7691=8251&rej=0&pt00_t001f01=800&pxto=0

#### За суб'єктами висування
| Суб'єкт висування                     | Кількість обраних депутатів | %    |
| ------------------------------------- | --------------------------- | ---- |
| Народна партія                        | 8                           | 50   |
| Самовисування                         | 6                           | 37,5 |
| Політична партія Народний Рух України | 2                           | 12,5 |

#### За округами
| № округу                              | Прізвище, ім'я, по батькові   | Дата визнання обраним | Освіта             | Партійна приналежність      | Відомості про обраного депутата            |
| ------------------------------------- | ----------------------------- | --------------------- | ------------------ | --------------------------- | ------------------------------------------ |
| Народна Партія                        |                               |                       |                    |                             |                                            |
| 1                                     | Муха Олександр Прокопович     | 05.11.2010            | вища               | позапартійний               | тимчасово не працює                        |
| 3                                     | Берестень Марія Дем'янівна    | 05.11.2010            | вища               | член Народної партії        | ДП «Висоцький лісгосп», бухгалтер          |
| 7                                     | Седов Іван Федорович          | 05.11.2010            | вища               | член Народної партії        | ДП «Висоцький лісгосп», помічник лісничого |
| 9                                     | Опанасик Ігор Павлович        | 05.11.2010            | вища               | член Народної партії        | ДП «Висоцький лісгосп», водій              |
| 11                                    | Деревенко Олександр Адамович  | 15.11.2010            | середня спеціальна | позапартійний               | приватний підприємець                      |
| 12                                    | Щур Тамара Зінов'ївна         | 05.11.2010            | середня спеціальна | позапартійна                | пенсіонер                                  |
| 14                                    | Богадько Володимир Григорович | 05.11.2010            | середня спеціальна | позапартійний               | приватний підприємець                      |
| 16                                    | Карпінський Іван Михайлович   | 05.11.2010            | вища               | член Народної партії        | ДП «Висоцький лісгосп», лісничий           |
| Політична партія Народний Рух України |                               |                       |                    |                             |                                            |
| 10                                    | Мосійчук Ольга Петрівна       | 05.11.2010            | вища               | позапартійна                | тимчасово не працює                        |
| 15                                    | Кисіль Іван Кузьмич           | 05.11.2010            | середня спеціальна | член Народного Руху України | тимчасово не працює                        |
| Самовисування                         |                               |                       |                    |                             |                                            |
| 2                                     | Русін Валентина Петрівна      | 05.11.2010            | вища               | член Єдиного Центру         | Висоцька загальноосвітня школа, вчитель    |
| 4                                     | Савончук Василь Павлович      | 05.11.2010            | вища               | позапартійний               | пенсіонер                                  |
| 5                                     | Дубатовка Оксана Мефодіївна   | 05.11.2010            | вища               | позапартійна                | Висоцька музична школа, завідувачка        |
| 6                                     | Юдко Надія Петрівна           | 05.11.2010            | вища               | позапартійна                | пенсіонер                                  |
| 8                                     | Конончук Віктор Устимович     | 05.11.2010            | середня            | позапартійний               | пенсіонер                                  |
| 13                                    | Костюк Ярослав Андрійович     | 05.11.2010            | середня спеціальна | позапартійний               | СПП «Злагода», різноробочий                |

Місцеві вибори 31.07.2016: http://www.cvk.gov.ua/pls/vm2015/PVM057?PID112=61&PID102=12458&PF7691=12927&PT001F01=192&rej=0&pt00_t001f01=%5Bнедоступне+посилання+з+червня+2019%5D

## Господарська діяльність
Основним видом господарської діяльності населених пунктів сільської ради є сільськогосподарське виробництво та лісове господарство.[джерело?]